# Kildinsamische Sprache

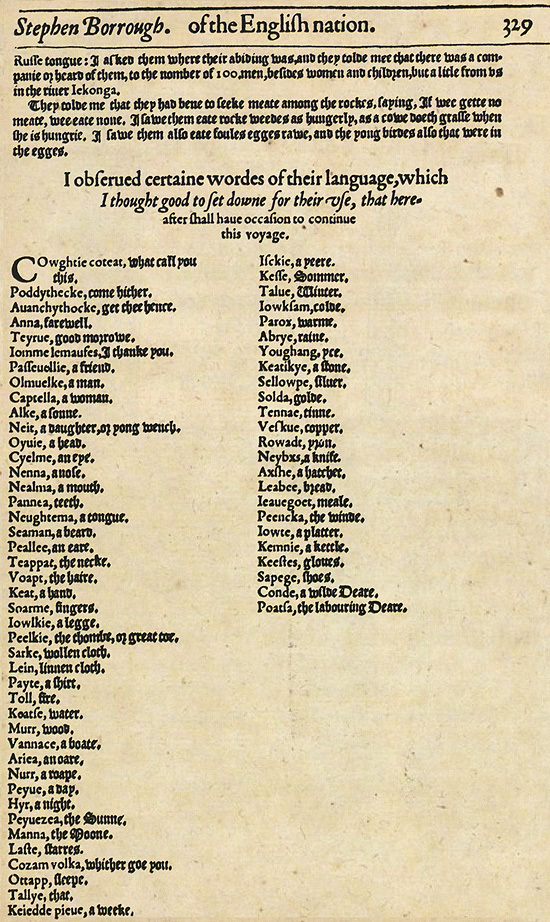
Kildinsamische Wortliste von 1557 (veröffentlicht 1589); das älteste bekannte Dokument einer samischen Sprache

Die kildinsamische Sprache (Eigenbezeichnung Кӣллт са̄мь кӣлл (Kiillt saam’ kiill)) ist eine Sprache aus der östlichen Gruppe der samischen Sprachen und gehört somit zur uralischen Sprachfamilie. Sie wird von etwa 500 Samen auf der Halbinsel Kola im Nordwesten Russlands gesprochen.
Das älteste bisher bekannte Sprachdokument einer samischen Sprache ist eine Liste mit 95 kildinsamischen Wörtern und Phrasen und deren englische Übersetzungen, die der Seefahrer Stephen Borough 1557 während eines Aufenthaltes an der Flussmündung der Jokanga mit Hilfe von samischen Informanten notierte.

## Verbreitung

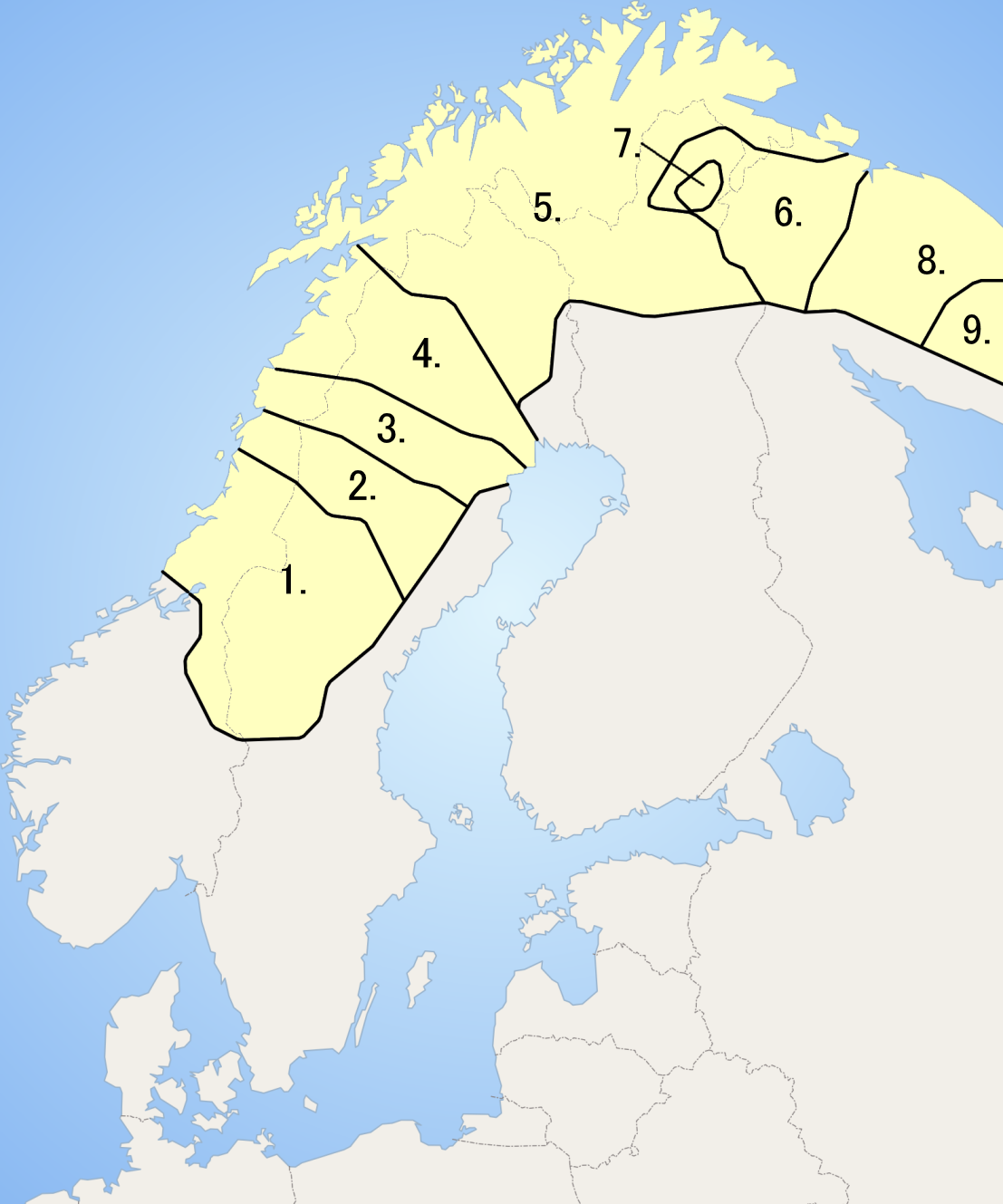
Verbreitungsgebiet des Kildinsamischen (Nr. 8) im samischen Sprachraum

Kildinsamisch wird von rund 500 Menschen in den zentralen Teilen der Kola-Halbinsel, insbesondere der Gegend von Lowosero, gesprochen. Ihren Namen hat die Sprache nach der Insel Kildin nordöstlich von Murmansk. Kildinsamisch ist die größte Sprache aus der Gruppe der ostsamischen Sprachen, ihr Fortbestand ist aber wegen der zunehmenden Verbreitung des Russischen fragwürdiger als beim Inarisamischen und Skoltsamischen. Die dem Kildinsamischen am nächsten verwandten Sprachen sind Tersamisch und das mittlerweile wahrscheinlich ausgestorbene Akkalasamisch, das manchmal auch als kildinsamischer Dialekt aufgefasst wird.

## Rechtschreibung

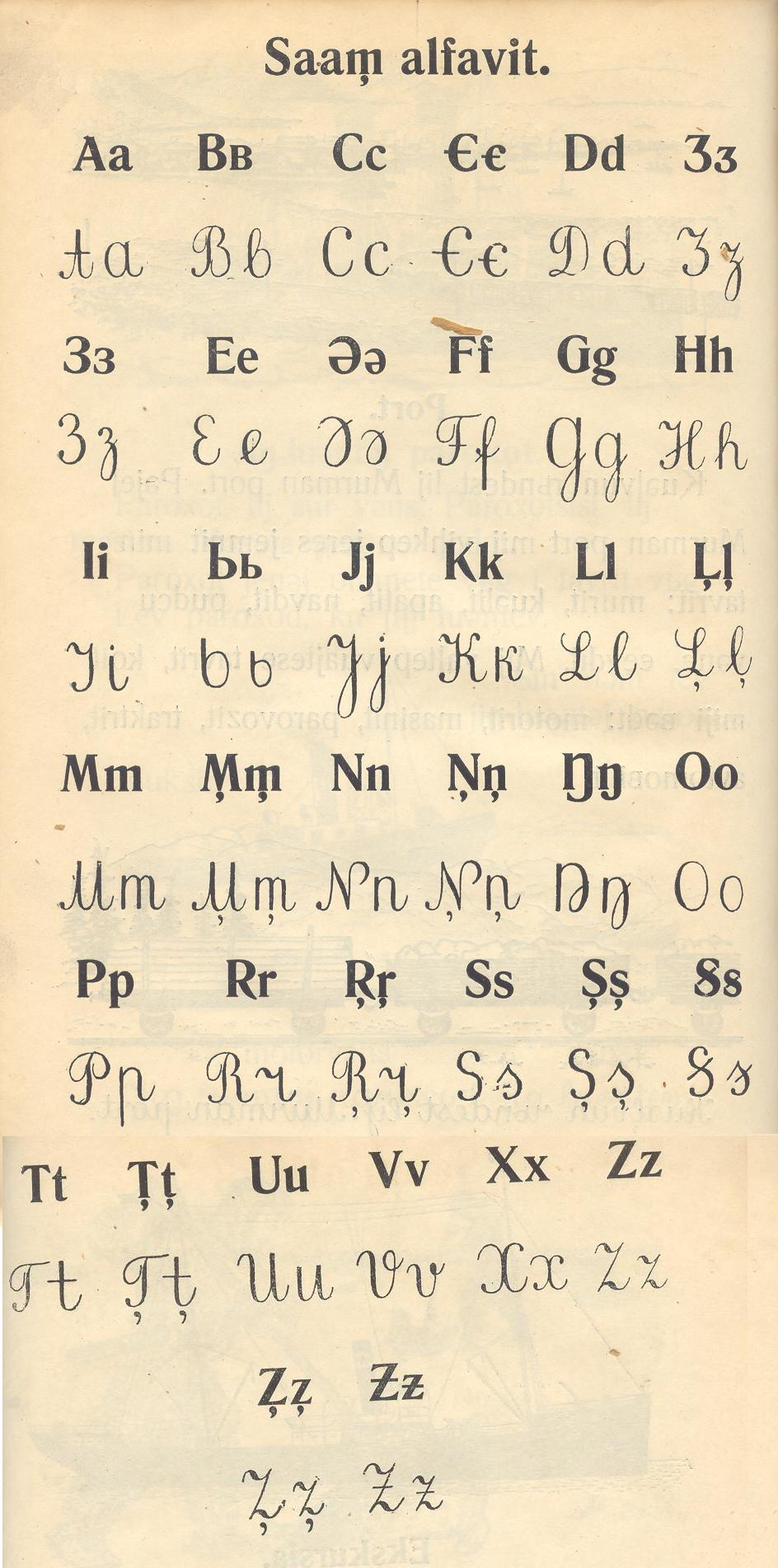
Das lateinischbasierte Alphabet des Kildinsamischen von 1933

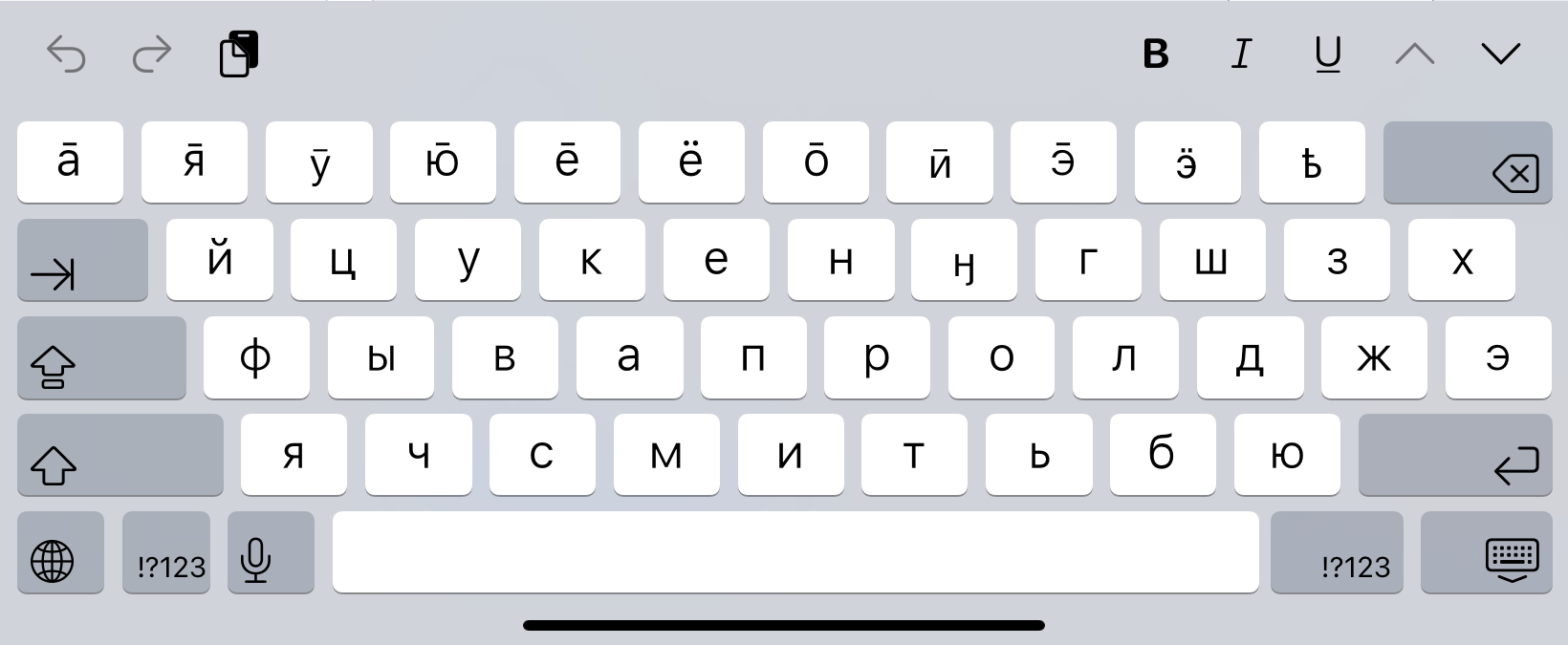
Kildinsamische Tastatur auf einem iPad

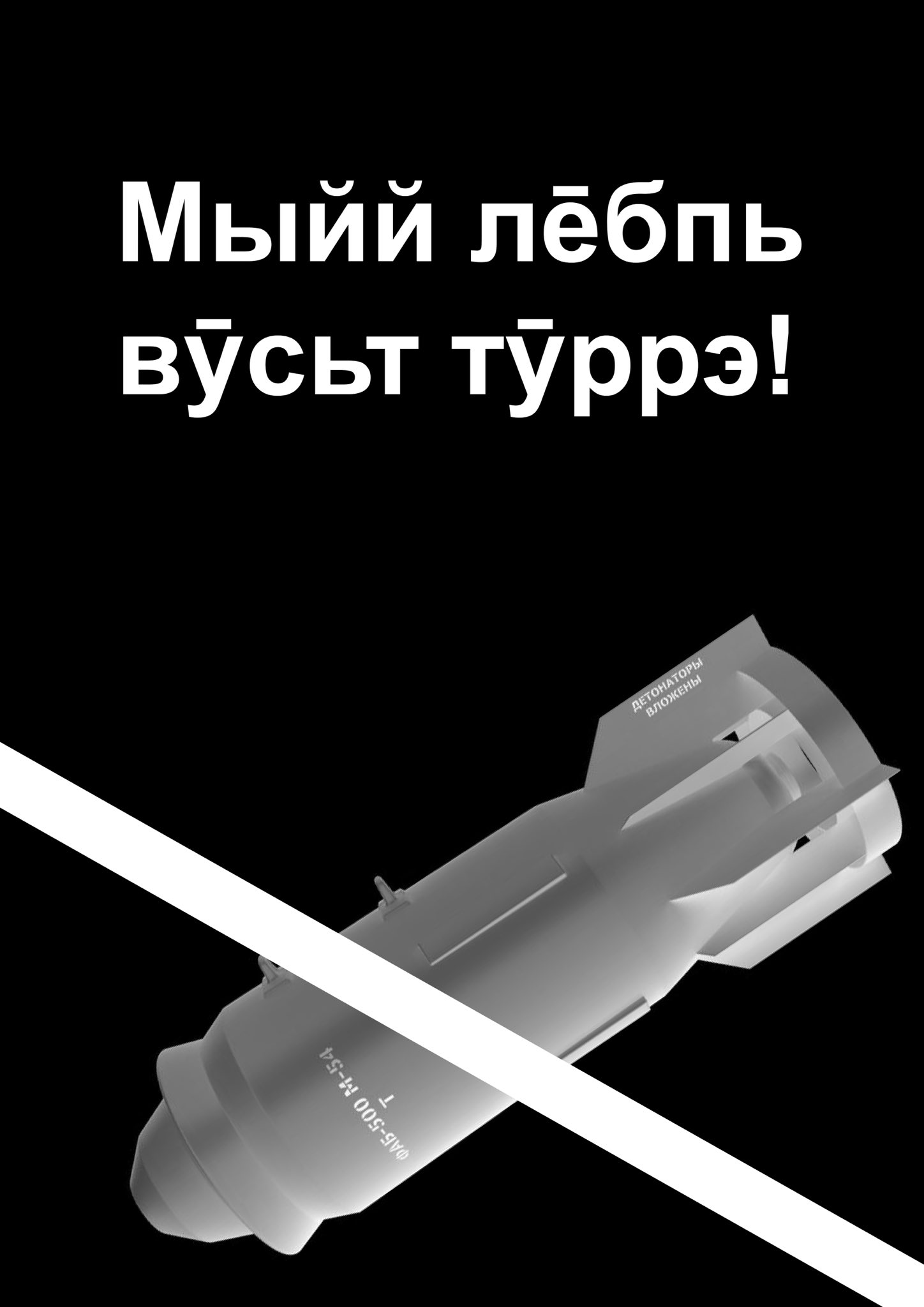
„Wir sind gegen den Krieg!“ Anti-Kriegsposter in heutiger kildinsamischer Rechtschreibung

In den 1930er Jahren wurde erstmals eine kolasamische Schriftsprache auf Grundlage des lateinischen Alphabets entwickelt. Grundlage dieser Schriftsprache waren aber nicht die Dialekte des Kildinsamischen, sondern die der damals größten und geographisch zentralen Dialektgruppe der Skoltsami. Aufgrund der sowjetischen Sprachpolitik wurde das lateinische Alphabet nach dem Zweiten Weltkrieg nicht weiter verwendet, wie auch die sprachliche Erforschung des Samischen in Russland überhaupt zum Erliegen kam.
In den 1970er Jahren wurde erneut mit der Arbeit an einer kolasamischen Schriftsprache begonnen. Die samische Lehrerin Alexandra Antonowa schrieb 1982 eine Fibel auf Kildinsamisch, Са̄мь букварь, in einer neuen Orthographie. Grundlage waren die Buchstaben des russischen Alphabets. Besondere kildinsamische Laute wurden mit Hilfe von Diakritika (z. B. Vokallänge ӯ für /u:/) und anderen Modifikatoren (z. B. die stimmlosen Sonoranten ӆ /l̥/, ӎ /m̥/, ӊ /n̥/ und ҏ /r̥/ [jedoch nicht /j̊/]) markiert. Ebenfalls in der Schrift markiert wurde die sogenannte Halbpalatalisierung von /t/, /d/ und /n/ (markiert durch den kirchenslawischen Buchstaben Ҍ ҍ [z. B. -тҍ] oder ebenfalls mit Diakritika [wie z. B. -ӭ], je nach Stellung des entsprechenden Konsonanten im Auslaut oder vor Vokal).
Antonowas Rechtschreibung, die auch Georgi Kert für sein 1986 erschienenes kildinsamisch-russisch-kildinsamisches Schulwörterbuch verwendete, wurde von der Pädagogin und Sprachwissenschaftlerin Rimma Kurutsch weiterentwickelt. Kurutsch arbeitete zusammen mit Antonowa und anderen samischen Mitarbeitern in Murmansk an der Weiterentwicklung der kolasamischen Schriftsprache. Neben Lehrbüchern und didaktischem Material für die Lehrerausbildung entstand in der Arbeitsgruppe von Kurutsch auch ein großes kildinsamisch-russisches Wörterbuch. Das Wörterbuch erschien 1985 und enthält eine kurze normierende Übersichtsgrammatik des Kildinsamischen. Antonowas Rechtschreibung wurde dabei ergänzt mit den Buchstaben Һ һ als Zeichen für Präaspiration sowie Ј ј für den stimmlosen palatalen Approximanten /j̊/.
Diese beiden Buchstaben wurden jedoch später ausgetauscht durch ' (Apostroph) und Ҋ ҋ. Diese letzte Version der Rechtschreibung ist in dem 1995 von der Arbeitsgruppe um Kurutsch herausgegebenen Buch über die Grundlagen und Regeln der Orthographie fixiert. Besagte Regeln und die zuletzt hinzugefügten Buchstaben sind aber nie von allen Saami in Russland akzeptiert worden. Deshalb existieren heute in der Praxis alle verschiedenen Versionen der neuen kyrillischen Rechtschreibung für Kildinsamisch nebeneinander.
Das kyrillische samische Alphabet enthält die folgenden Buchstaben:
| А а [⁠a⁠]      | А̄ а̄ [a:]           | Ӓ ӓ [⁠a⁠]        | Б б [⁠b⁠]        | В в [⁠v⁠]        | Г г [⁠g⁠]         |
| Д д [⁠d⁠]      | Е е [⁠e⁠] [je]       | Е̄ е̄ [e:] [je:] | Ё ё [⁠o⁠] [jo]   | Ё̄ ё̄ [o:] [jo:] | Ж ж [⁠ʒ⁠]         |
| З з [⁠z⁠]      | ' 1/һ Һ 2 [⁠ʰ⁠] ~[⁠h⁠] | И и [⁠i⁠] [ji]   | Ӣ ӣ [i:] [ji:] | Й й [⁠j⁠]        | Ҋ ҋ 1/Ј ј 2 [j̊] |
| К к [⁠k⁠]      | Л л [⁠l⁠]            | Ӆ ӆ [l̥]        | М м [⁠m⁠]        | Ӎ ӎ [⁠m̥⁠]        | Н н [⁠n⁠]         |
| Ӊ ӊ [⁠n̥⁠]      | Ӈ ӈ [⁠ŋ⁠]            | О о [⁠o⁠]        | О̄ о̄ [o:]       | П п [⁠p⁠]        | Р р [⁠r⁠]         |
| Ҏ ҏ [r̥]      | С с [⁠s⁠]            | Т т [⁠t⁠]        | У у [⁠u⁠]        | Ӯ ӯ [u:]       | Ф ф [⁠f⁠]         |
| Х х [⁠x⁠]      | Ц ц [⁠ts⁠]           | Ч ч [⁠tʃ⁠]       | Ш ш [⁠ʃ⁠]        | Щ щ 3          | Ъ ъ             |
| Ы ы [⁠ɨ⁠]      | Ь ь                | Ҍ ҍ            | Э э [⁠e⁠]        | Э̄ э̄ [e:]       | Ӭ ӭ [⁠e⁠]         |
| Ю ю [⁠u⁠] [ju] | Ю̄ ю̄ [u:] [ju:]     | Я я [⁠a⁠] [ja]   | Я̄ я̄ [a:] [ja:] |                |                 |

Bemerkungen:
Wie in anderen kyrillischen Alphabeten markieren manche Buchstaben (allein oder neben ihrem vokalischen Wert) Merkmale des vorangehenden Konsonanten:
- е / ӭ, ё, и, ю, я / ä stehen für die jeweiligen einem palatalisierten Konsonanten folgenden Vokale [e], [o], [i], [u], [a].
- ь / ҍ markiert die Palatalisierung des vorangehenden Konsonanten (außer nach н, hier markiert ь, dass es sich um einen palatalen Konsonanten [ɲ] handelt).
- ъ markiert die Nicht-Palatalisierung des vorangehenden Konsonanten.

Langvokale werden mit einem Makron (¯) über dem Vokalbuchstaben gekennzeichnet.

## Phonotaktik
Allgemein kann festgehalten werden, dass die Silbenstruktur der kildinsamischen Sprache eng mit deren Betonungsmustern zusammenhängt: Während stamminitiale Silben in der Regel betont werden, sind nicht-initiale Silben unbetont. Weiterhin lassen sich einerseits die vorkommenden Silbentypen zweisilbiger Stämme auf das Proto-Saami zurückführen. Andererseits muss der Nukleus der Silbe ein Vokal sein, sodass keine konsonantischen Silbenkerne auftreten. Zuletzt wird angenommen, dass das Maximum Onset Principle (MOP) im Kildinsamischen zutritt. Dies bedeutet, dass konsonantisches Material, das phonotaktisch auf der Grundlage der Sonoritätshierarchie sowohl Coda der letzten Silbe als auch Onset der folgenden Silbe sein könnte, strukturell als Onset realisiert wird. Dies wird dadurch begründet, dass Erstsprachler intuitiv nach diesen Regeln Silben trennen und dass wortfinale, aspirierte Plosive ihre Aspiration verlieren, wenn in der Intonationskurve eine Silbe ohne Onset folgt.
Die Literatur zur kildinsamischen Sprache weist zudem auf das Konzept des Konsonanten-Zentrums hin: Zwischen der initialen und folgenden Silbe des Stammes sowie nach monosilbischen Stämmen finden sich notwendigerweise Einzelkonsonanten, Geminaten oder Konsonantencluster. Im Konsonanten-Zentrum gibt es daher mehr Kombinationsmöglichkeiten von konsonantischem Material als an anderen phonotaktischen Positionen. Der Onset der initialen Silbe ist dagegen entweder leer oder enthält einen einzelnen Konsonant, der entweder Sonorant oder stimmloser Obstruent sein muss. Davon ausgenommen sind Lehnwörter. Es zeigt sich weiterhin, dass initiale Silben eine obligatorische Coda besitzen, während nicht-initiale Silben immer einen Onset aufweisen. Der silbeninitiale Onset und die nicht-silbeninitiale Coda sind dagegen fakultativ.
In seiner Forschung kommt Joshua Wilbur (2008) zu zehn Silbentypen, die im Kildinsamischen existieren. Ihr Auftreten ist dabei abhängig davon, ob sie monosilbisch oder Teile von multisilbischen Wörtern sind und ob sie initial, intern oder final vorkommen.
| Silbentyp                                                                                         | Beispiel   | Glossar        |
| ------------------------------------------------------------------------------------------------- | ---------- | -------------- |
| SC                                                                                                | [jud]      | plate\GEN:SG   |
| LC                                                                                                | [͜tʃa:n]    | devil\NOM:SG   |
| SG                                                                                                | [mann‘]    | egg\NOM:SG     |
| LG                                                                                                | [ma:nn]    | moon\NOM:SG    |
| SCC                                                                                               | [sɛrv]     | moose\GEN:SG   |
| LCC                                                                                               | [jo:rt]    | think\3.SG:PRS |
| SGC                                                                                               | [piŋŋk]    | wind\NOM:SG    |
| LGC                                                                                               | [sɛ:rrv]   | moose\NOM:SG   |
| S                                                                                                 | [sunn.t-ɛ] | melt\INF       |
| L                                                                                                 | [ja:.l-a]  | live\1.SG:PRS  |
| Legende: S = Kurzer Vokal, L = Langer Vokal, C = Konsonant, G = Geminate, CC = Konsonantencluster |            |                |

Auf dieser Grundlage kommt Wilbur zu zwei Modellen prototypischer Silben im Kildinsamischen:
initial: (C0) V(:) C(:)1 (C2)
nicht-initial: C0 V(:) (C(:)1) (C2)
Klammern schließen dabei fakultative Elemente ein, während Zahlen die Nummerierung von Konsonanten darstellen.

## Phonologie

### Allgemeines
Die kildinsamische Sprache besitzt mit 54 Konsonanten (Länge ausgelassen) ein recht großes Konsonanteninventar. Das Vokalinventar hingegen ist mit 7 Vokalen (Länge ausgelassen) wesentlich weniger stark ausgeprägt. Sowohl Palatalisierung als auch Quantitätsunterschied bei Vokalen und Konsonanten spielen im Kildinsamischen eine große Rolle.

### Konsonanten
|             | Bilabial              | Labio-Dental          | Alveolar              | Post-Alveolar   | Palatal   | Velar                 | Glottal |
| ----------- | --------------------- | --------------------- | --------------------- | --------------- | --------- | --------------------- | ------- |
| Plosiv      | p(ː) b(ː) p(ː)ʲ b(ː)ʲ | t(ː) d(ː) t(ː)ʲ d(ː)ʲ |                       |                 |           | k(ː) g(ː) k(ː)ʲ g(ː)ʲ |         |
| Nasal       | m̥(ː) m(ː) m̥(ː)ʲ m(ː)ʲ |                       | n̥(ː) n(ː) n̥(ː)ʲ n(ː)ʲ |                 | ɲ(ː)      | ŋ(ː) ŋ(ː)ʲ            |         |
| Vibrant     |                       |                       | r̥(ː) r(ː) r̥(ː)ʲ r(ː)ʲ |                 |           |                       |         |
| Frikativ    | f(ː) v(ː) f(ː)ʲ v(ː)ʲ |                       | s(ː) z s(ː)ʲ zʲ       | ʃ(ː) ʒ ʃ(ː)ʲ ʒʲ |           | x(ː) x(ː)ʲ            | h hʲ    |
| Affrikate   |                       |                       | t͡s(ː) d͡z t͡s(ː)ʲ d͡zʲ   | t͡ʃ(ː)ʲ d͡ʒʲ      |           |                       |         |
| Lateral     |                       |                       | l̥(ː) l(ː) l̥(ː)ʲ l(ː)ʲ |                 | ʎ(ː)      |                       |         |
| Approximant |                       |                       |                       |                 | j̥(ː) j(ː) |                       |         |

Stimmlose Laute stehen links, stimmhafte Laute rechts
Jeder Konsonant kann gelängt werden außer /z/, /d͡z/, /ʒ/ und /d͡ʒ/, wobei phonemische Unterschiede der Länge nur im Konsonanten-Zentrum auftreten. Die kildinsamische Sprache kontrastiert nicht-palatalisierte, palatalisierte und palatale Laute desselben Artikulationsorts und derselben Artikulationsart.

### Geminaten
Geminaten treten ebenfalls nur im Konsonanten-Zentrum auf und kontrastieren dort mit ihren Einzellaut-Gegenstücken. Wilbur (2007) nennt hierzu ein Beispiel von einem Minimalpaar und einem Beinahe-Minimalpaar.
| Beispiel    | Glossar        |
| ----------- | -------------- |
| /seːrrv/    | 'Elch\SG'      |
| /seːrv/     | 'Elch\PL'      |
| /saːrrn-ip/ | 'sprechen-1PL' |
| /saːrn-a/   | 'sprechen-1SG' |

Einzelkonsonanten mit Geminaten-Korrelat können hingegen sowohl an jeder Silbenanlautposition im Wort als auch im Konsonanten-Zentrum auftreten.
Stimmhafte Obstruenten-Geminaten-Phoneme sind nur zu Beginn stimmhaft realisiert und werden zu Ende stimmlos. So wird zum Beispiel /b:/ als [bp] realisiert oder /d͡z:/ als [dts]. Dass die Plosiv-Geminaten tatsächlich teilweise stimmhaft und nicht zwei Einzellaute sind, zeigt sich an einer einzelnen Verschlusslösung am Ende des Segments. Sie können auch nicht durch eine rein stimmlose Geminate dargestellt werden, z. B. /p:/, wie ihre halbe Stimmhaftigkeit, bzw. Stimmlosigkeit vermuten lässt, da rein stimmlose Geminaten Prä-Aspiration auslösen. So wird das Phonem /p:/ phonetisch als [ʰp] realisiert.

### Monophthonge
|                 | Vorne | Zentral | Hinten |
| --------------- | ----- | ------- | ------ |
| Geschlossen     | i     | ɨ       | u      |
| Halbgeschlossen | e     |         | o      |
| Offen           | a     |         | ɒ      |

Jeder dieser Vokale hat eine lange und eine kurze Variante, denen jeweils Phonemstatus zugeschrieben wird, was bedeutet, dass es im Kildinsamischen insgesamt 14 Monophthong-Phoneme gibt. Diese Quantitätsunterschiede werden, wie im Abschnitt Rechtschreibung schon angesprochen, durch ein Makron gekennzeichnet.
Der gerundete offene Hinterzungenvokal [ɒ] wird in manchen Quellen als sein ungerundetes Pendant angegeben.

### Diphthonge
Die kildinsamische Sprache besitzt je nach Quelle 3–4, sich teils unterscheidende, Diphthongphoneme: /e͜a/, /i͜e/, /u͜a/, /u͜e/ oder /o͜a/, /u͜e/, /u͜a/.
Auch die Diphthonge des Kildinsamischen weisen Quantitätsunterschiede auf.

### Palatalisierung
In der kildinsamischen Sprache haben alle Artikulationsorte, außer den palatalen Lauten, ein palatalisiertes Gegenstück. Dies ist bloß den samischen Sprachen auf der Halbinsel Kola zu eigen, weshalb früher behauptet wurde, dies wäre aus dem Russischen entlehnt worden, da diese in einem engen Sprachkontakt zum Russischen stehen (Kert 1994). Kusmenko und Rießler widerlegten dies 2012 anhand von sprachinternen etymologischen Daten, räumen aber ein, dass das Russische „ein Katalysator in der Entwicklung gewesen sein könnte“.
Ebenfalls in moderner russischsprachiger Literatur zur kildinsamischen Phonologie(Kert 1971) erwähnt ist das Phänomen der „Halb-Palatalisierung“ in Verbindung mit den dentalen Konsonanten /t, d, n/. Auf diese wird auch in der Orthographie Bezug genommen mit dem historischen kyrillischen Graphem yat <ѣ> im Gegensatz zum Graphem für die „Voll-Palatalisierung“ <ь>. Wilbur findet in seinen Daten keinen Beweis, dass es auf tatsächlichen phonetischen oder phonologischen Unterschieden beruht, und schließt die durch <ѣ> „halb-palatalisierten“ Konsonanten als bloße orthographische Konvention vom Phoneminventar aus.
Wird die lateinische Umschrift benutzt, so markiert ein <'> die Palatalisierung des vorangegangenen Segments.
Ein möglicher Dreierkontrast zwischen nicht-palatalisiertem, palatalisiertem und palatalem Laut wäre:
| Laut                            | Wort  | phonologische Transkription | Glossar          |
| ------------------------------- | ----- | --------------------------- | ---------------- |
| alveolar Nasal                  | maann | /maːnː/                     | Mond/Monat       |
| alveolarer Nasal(palatalisiert) | mann' | /manːʲ/                     | Ei               |
| palataler Nasal                 | mannj | /maɲː/                      | Schwiegertochter |

Palatalisierung in der kildinsamischen Sprache ist ein non-linearer morphosyntaktischer Prozess, der die Palatalisierung oder De-Palatalisierung des Konsonanten-Zentrums in bestimmten morphophonologischen Umgebungen verursacht. Wilbur nennt vier Beispiele:
| Beispiel    | Glossar      |
| ----------- | ------------ |
| /jorrt-a/   | 'denken-1SG' |
| /jorrt/     | 'denken\3SG' |
| /jurrʲt-e/  | 'denken-INF' |
| /jurrʲt-ip/ | 'denken-1PL' |

Hier verliert der Stamm jurrʲt 'denken' seine Palatalisierung in Verbindung mit Morphemen, die Singular anzeigen, während sie bei Infinitiv und Plural beibehalten wird. Auf synchroner Sprachebene basiert die Palatalisierung auf morphologischen Paradigmen, kann jedoch auch durch historische Sprachdaten erklärt werden. Durch einen Prozess der regressiven Assimilierung haben ältere geschlossene und halbgeschlossene Vorderzungenvokale der zweiten Silbe eine Palatalisierung des vorangegangenen Konsonanten-Zentrums verursacht.
Während sich dieser Prozess zwar historisch durch das Verschwinden von Auslöser-Material erklären lässt, ist es wichtig anzumerken, dass dieser Prozess mittlerweile weder voraussagbar noch produktiv geworden ist. Stattdessen ist er bestimmt von der Inflektionsklasse der Lexeme, zu denen er gehört. Da sich diese nicht in linearer Weise von den Stämmen trennen lassen, die sie modifizieren, kommt Wilbur zu dem Schluss, dass es sich bei ihnen um echte non-lineare Morpheme selbst oder zumindest um non-lineare Teile von andererseits veräußerlichen Suffixen handelt.

## Prosodie
Wie im Phonotaktikteil schon erwähnt wurde, korreliert die Silbenstruktur des Kildinsamischen mit der Wortbetonung, aber auch mit den Längenkontrasten.

### Wortbetonung
Da im Kildinsamischen eine betonte Silbe immer einer unbetonten entgegengestellt wird, ist es sinnvoll die Wortbetonung mithilfe von metrischen Füßen darzustellen. Ein Fuß ist eine metrische Einheit des Rhythmus und stützt sich deswegen auf Wortbetonung. Im Kildinsamischen sind Füße trochäisch aufgebaut, d. h. die initiale Silbe jedes Fußes ist betont.
Außerdem hat das Kildinsamische bei mehrsilbigen Wörtern ein komplexes System von Nebenbetonungen, wobei es auf die Anzahl von Silben ankommt.
Bei mehrsilbigen Wörtern wird die erste Silbe betont, die Nebenbetonung fällt dann auf die dritte Silbe, aber wenn sie gleichzeitig die letzte Silbe ist, ist sie unbetont.

### Quantität
Kontraste in Vokalquantität (basierend auf den Daten von Wilbur) sind nur für initiale Silben typisch und nur bei einfachen Silbenstrukturen – Kurzvokal Konsonant vs. Langvokal Konsonant. Unbetonte Vokale sind überwiegend kurz.
Das Gleiche gilt für Längenkontraste bei Konsonanten: Zwischen langen und kurzen Konsonanten wird typischerweise bei monosilbischen Wörtern kontrastiert, bei mehrsilbischen treten Kontraste nur in der initialen Silbe auf.

### Intonation
Für das Kildinsamische, wie für die anderen natürlichen Sprachen der Welt, ist Deklination typisch, die sich in einem graduellen Absinken der Grundfrequenz bzw. Tonhöhe im Verlauf einer Äußerungseinheit zeigt.

## Grammatik

### Stufenwechsel
Wie das Nordsamische verwendet auch das Kildinsamische den Stufenwechsel. Dieser ist meist das einzige Mittel, um bei Wörtern den Unterschied zwischen Nominativ Singular und Genitiv/Akkusativ Singular festzumachen.

### Kasus
Das Kildinsamische verfügt über neun Kasus: Nominativ, Genitiv, Akkusativ, Illativ, Lokativ, Komitativ, Abessiv, Essiv und Partitiv. Der Genitiv und Akkusativ sind jedoch im Singular formgleich.

### Nomen
Es gibt im Kildinsamischen fünf distinktive Flexionsklassen innerhalb der Nominalmorphologie, da eine dieser Klassen aber lediglich das Diminutiv bestimmt, variiert die genannte Anzahl der Klassen innerhalb der Literaturen. Die Nominalflexionen werden im Kildinsamischen durch das Anfügen inflexionaler Suffixe an die lexikalischen Stämme gebildet. Da Suffixe im Kildinsamischen nicht nur an die Wurzel, sondern auch an andere Suffixe angefügt werden können, gilt folgende Suffixabfolge: Wortstamm – derivationelles Suffix – Numerus-Marker – Kasussuffix – Possessorsuffix (– Enklitikon).
| Kasus | Klasse I 'Tante' | Klasse II 'Boden' | Klasse III 'Frau' | Klasse IV 'Rentier' | Klasse V 'Wind/kleiner Wind' |
| ----- | ---------------- | ----------------- | ----------------- | ------------------- | ---------------------------- |
| Nom.  | kuess'k          | vuedd             | nozan             | puaz                | piiŋ'k-a                     |
| Gen.  | kues'k           | vued              | nozan             | puudz-e             | piiŋ'k-a                     |
| Akk.  | kues'k           | vued              | nozan             | puudz-e             | piiŋ'k-a                     |
| Ill.  | kuassk-a         | vuudd-e           | nozn'-e           | puudz-je            | piiŋ'k-n'e                   |
| Lok.  | kues'k-es't      | vued-es't         | nozn-es't         | puudz-es't          | piiŋ'k-as't                  |
| Kom.  | kuus'k-en'       | vued-en'          | nozn-en'          | puudz-en'           | piiŋ'k-an'                   |
| Abe.  | kues'k-xa        | vued-xa           | nozn-ahta         | puudz-ahta          | piiŋ'k-ahta                  |
| Ess.  | kuess'k-en'      | vuedd-en'         | nozn-en'          | puudz-en'           | piiŋ'k-an'                   |
| Part. | kuess'k-e        | vuedd-e           | nozn'-edd'e       | puudz-jedd'e        | piiŋ'k-n'edd'e               |

| Kasus | Klasse I      | Klasse II  | Klasse III  | Klasse IV    | Klasse V      |
| ----- | ------------- | ---------- | ----------- | ------------ | ------------- |
| Nom.  | kues'k        | vued       | nozan       | puudz-e      | piiŋ'k-a      |
| Gen.  | kuus'k-e      | vued-e     | nozn-e      | puudz-e      | piiŋ'k-a      |
| Akk.  | kuus'k-et'    | vued-et'   | nozn-et'    | puudz-et'    | piiŋ'k-at'    |
| Ill.  | kuus'k-et'    | vued-et'   | nozn-et'    | puudz-et'    | piiŋ'k-at'    |
| Lok.  | kuus'k-en'    | vued-en'   | nozn-en'    | puudz-en'    | piiŋ'k-an'    |
| Kom.  | kuus'k-eguejm | vued-egujm | nozn-eguejm | puudz-eguejm | piiŋ'k-aguejm |
| Abe.  | kuus'k-exa    | vued-exa   | nozn-exa    | puudz-exa    | piiŋ'k-axa    |

### Verbalflexion
Die kildinsamische Sprache verfügt über verschiedene Flexionsklassen, die sich wiederum in zwei übergeordnete Flexionsparadigmen aufteilen lassen: einerseits Verben, in denen ein Stufenwechsel vorliegt, andererseits Verben ohne Stufenwechsel.
Das Kildinsamische weist sowohl infinite – mit den Kategorien Infinitiv, Gerundium und Partizip – als auch finite Verbalflexion auf.

#### Finite Verbalflexion
Die finite Verbalflexion umfasst die Kategorien Modus, Zeit, Numerus und Person, die in Schachtelmorphemen ausgedrückt werden. Diese Schachtelmorpheme der beiden Flexionsparadigmen ähneln sich und sind innerhalb der jeweiligen Flexionsklasse gleich.
Die Modi des Kildinsamischen sind Indikativ, Konditional (COND) und Imperativ (IMP). Der Modus des Potentialis (POT), der im Skoltsamischen vorkommt, ist, abgesehen vom Verb „sein“, nicht vorhanden.
Im Kildinsamischen existieren zwei synthetische Zeiten (d. h. Zeiten, die nicht aus mehreren Bestandteilen zusammengesetzt werden) des Indikativs: einerseits die „Nicht-Vergangenheit“ (englisch: Nonpast, NPST), die zur Beschreibung all dessen genutzt wird, was sich nicht in der Vergangenheit abspielt, und andererseits die Vergangenheit (englisch Past, PST).
Wie auch im Deutschen flektieren die Verben nach Singular und Plural in der 1.–3. Person. Zusätzlich gibt es aber auch eine sogenannte „4. Person“, die häufig als Impersonal (IPS) bezeichnet wird und die mit „man“ beziehungsweise „jemand“ übersetzt werden kann. Die Kategorie Impersonal existiert nur im Indikativ.

#### Flexionstabellen (exemplarisch)
Im Folgenden werden exemplarische Verbalflexionen beider Flexionsklassen dargestellt. Die mit Bindestrich abgetrennten Suffixe bezeichnen die jeweilige Endung der Verbform.

##### Verben mit Stufenwechsel
| INF  | jiell'-e (leben) | jiell'-e (leben) | jiell'-e (leben) | saarn-e (reden) | saarn-e (reden) |
| ---- | ---------------- | ---------------- | ---------------- | --------------- | --------------- |
|      |                  | Singular         | Plural           | Singular        | Plural          |
| NPST | 1. Person        | jaal-a           | jiell'-ep'       | saarn-a         | saarn-ep'       |
| NPST | 2. Person        | jaal-ak          | jiell'-bedd'e    | saarn-ak        | saarrn-bedd'e   |
| NPST | 3. Person        | jaal             | jiell'-ev        | saarrn          | saarn-ev        |
| NPST | IPS              | jiel'-et'        | jiel'-et'        | saarn-et'       | saarn-et'       |
| PST  | 1. Person        | jill'-e          | jiil'-em         | sooaarr-e       | saarn-em'       |
| PST  | 2. Person        | jill'-ek'        | jil'-et'         | sooaarr-ek'     | saarn-et'       |
| PST  | 3. Person        | jiil'-e          | jiill-en'        | saarn-e         | sooaarr-en'     |
| PST  | IPS              | jiil'-eš'        | jiil'-eš'        | sooaarr-eš'     | sooaarr-eš'     |
| COND | 1. Person        | jaal-če          | jaal-čep'        | sooaarn-če      | sooaarn-čep'    |
| COND | 2. Person        | jaal-ček'        | jaal-čepb'e      | sooaarn-ček'    | sooaarn-čepb'e  |
| COND | 3. Person        | jaal-ahč         | jaal-čen         | sooaarn-ahč     | sooaarn-čen     |
| IMP  |                  | jiel             | jiell'e          | saarn           | saarrn-e        |

Auffällig ist bei dieser Flexionsklasse der hochkomplexe Stufenwechsel, durch den der Stamm des Verbes jeweils fünf verschiedene Formen annimmt, wobei sich bestimmte Stämme nur durch marginale Änderungen auszeichnen. Durch diesen Stufenwechsel ist es möglich, gleiche Endungen für verschiedene Verbformen zu verwenden, da sich in dem Fall die Stämme voneinander unterscheiden (vgl. zum Beispiel 1. und 3. Person Singular PST und IMP Singular), ohne dass es dadurch zu einem Formensynkretismus kommt. Die Verteilung der jeweiligen Stämme auf die einzelnen Personen, Zeiten und Modi ist je nach Verb unterschiedlich, bestimmte Regelmäßigkeiten lassen sich aber dennoch feststellen:
- der Stufenwechsel ist im Indikativ (NPST/PST) am häufigsten
- die 3. Person Singular der „Nicht-Vergangenheit“ (NPST) hat jeweils keine eigene Endung, diese Form fungiert darüber hinaus als Stamm für andere Formen, das Gleiche gilt für den Imperativ (IMP)
- der Konditional (COND) weist einen einheitlichen Stamm auf, der aber nicht dem des Infinitivs entspricht

#### Verben ohne Stufenwechsel
| INF  | vaan'c-l-e (weggehen) | vaan'c-l-e (weggehen) | vaan'c-l-e (weggehen) | lygk-n-e (bewegen) | lygk-n-e (bewegen) |
| ---- | --------------------- | --------------------- | --------------------- | ------------------ | ------------------ |
|      |                       | Singular              | Plural                | Singular           | Plural             |
| NPST | 1. Person             | vaann'c-l-a           | vaann'c-l-ep'         | lygk-n-a           | lygk-n-ep'         |
| NPST | 2. Person             | vaann'c-l-ak          | vaann'c-l-ebp'e       | lygk-n-ak          | lygk-n-ebp'e       |
| NPST | 3. Person             | vaann'c-al            | vaann'c-l-ev'         | lygk-ant           | lygk-n-ev'         |
| NPST | IPS                   | vaann'c-l-et'         | vaann'c-l-et'         | lygk-n-et'         | lygk-n-et'         |
| PST  | 1. Person             | vaann'c-l-e           | vaann'c-l-em'         | lygk-n-e           | lygk-n-ep'         |
| PST  | 2. Person             | vaann'c-l-ek          | vaann'c-l-et'         | lygk-n-ek          | lygk-n-ebp'e       |
| PST  | 3. Person             | vaann'c-el'           | vaann'c-l-en'         | lygk-en't          | lygk-n-ev'         |
| PST  | IPS                   | vaann'c-l-eš'         | vaann'c-l-eš'         | lygk-n-eš          | lygk-n-eš          |
| COND | 1. Person             | vaann'c-l-ehče        | vaann'c-l-ehčep'      | lygk-n-ehče        | lygk-n-ehčep'      |
| COND | 2. Person             | vaann'c-l-ehček'      | vaann'c-l-ehčet'      | lygk-n-ehček'      | lygk-n-ehčet'      |
| COND | 3. Person             | vaann'c-l-ahč         | vaann'c-l-ehčev       | lygk-n-ahč         | lygk-n-ehčev       |
| IMP  |                       | vaann'c-l-el'         | vaann'c-l-egke        | lygk-n-en't        | lygk-n-egke        |

Die Verben, die zu diesem Flexionsparadigma gehören, weisen keinen Stufenwechsel auf; um Synkretismus zu vermeiden hat jede Verbform folglich eine unterschiedliche Endung. Eine Besonderheit stellt bei diesen Verben auch die 3. Person Singular des Indikativs dar. Man geht davon aus, dass sich vor dem letzten Konsonanten der Infinitivendung („l“ bzw. „n“) ein Slot (d. h. ein „Platz“, an dem eine grammatikalische Information eingefügt werden kann) befindet. Dieser ist durch den ersten Bindestrich angezeigt. Diese Annahme stützt sich darauf, dass die betroffenen Verbformen sich dadurch auszeichnen, dass die Endung bereits vor dem letzten Konsonanten beginnt.

#### Das Verb „sein“
Die Flexion des Verbs „sein“ im Kildinsamischen ist unregelmäßig. Es ist, wie schon erwähnt, das einzige Verb, das über die Kategorie des Potentialis (POT) verfügt. Zudem fehlt die Kategorie Impersonal.
| INF  | liije (sein) | liije (sein) | liije (sein) |
| ---- | ------------ | ------------ | ------------ |
|      |              | Singular     | Plural       |
| NPST | 1. Person    | l’aa         | l’eebp'      |
| NPST | 2. Person    | l’aak        | l’eebpe      |
| NPST | 3. Person    | lii          | l’eev        |
| PST  | 1. Person    | liije        | liijem'      |
| PST  | 2. Person    | liijek'      | liijet'      |
| PST  | 3. Person    | l’aai        | liijen'      |
| COND | 1. Person    | liiče        | liičem       |
| COND | 2. Person    | liiček'      | liičet       |
| COND | 3. Person    | l’aač        | liičen'      |
| POT  | 1. Person    | liinnče      | linnčep'     |
| POT  | 2. Person    | linnček      | linnčbedt'e  |
| POT  | 3. Person    | l’aannč      | linnčev      |

#### Analytische Zeitenbildung
Neben den oben aufgeführten synthetisch gebildeten Zeiten verfügt das Kildinsamische auch über drei analytische, d. h. aus mehreren Elementen zusammengesetzte Zeiten: Futur, Perfekt und Plusquamperfekt; letzteres kommt nur in der geschriebenen Sprache vor. Diese Zeiten bilden sich alle mit einer Form von „sein“ und einer infiniten Verbform (Infinitiv, Partizip).
Das Futur wird beispielsweise mit dem Potentialis von „sein“ und dem Infinitiv gebildet:
```
munn liinče jiell'-e
1.SG sein:POT.1.SG leben-INF
„Ich werde leben“
```

### Negation
Im Kildinsamischen wird zum Ausdruck von Negation ein Syntagma verwendet, welches aus einem finiten Verneinungsverb und einem finiten Hauptverb im Konnegativ (negative Form des Hauptverbs) besteht. Das finite Verneinungsverb wird auch als Negationsauxiliar bezeichnet, da es die Funktion eines Hilfsverbs erfüllt. Es wird nach Person, Numerus und Modus flektiert. Das Hauptverb des Satzes wird in einer speziellen Form dargestellt, welche man als Konnegativ bezeichnet. Das Tempus (Präsens oder Vergangenheit) wird stets am Hauptverb markiert. Das Verneinungsverb hat in allen Tempora dieselbe Form.
Das Flexionsparadigma des Verneinungsverbs sieht wie folgt aus:
|            | Singular | Plural  |
| ---------- | -------- | ------- |
| 1. Person  | emm      | jie'bb  |
| 2. Person  | egg      | jie'bbe |
| 3. Person  | ejj      | jiev    |
| Impersonal | jie'dt   | jie'dt  |
| Imperativ  | jie'l    | jie'lle |

Negierter Satz im Präsens:
```
Mun emm t'ēd', koal'e Evvan lī puadtma.
Ich ich.nicht weiß, ob Ivan ist gekommen.
„Ich weiß nicht, ob Ivan gekommen ist.“
```

Negierter Satz in der Vergangenheit:
```
Sōnn ejj t'ēdtma koal'e sōnn jo ujjtma li
Er/Sie er/sie.nicht wusste ob er/sie bereits gegangen ist.
„Er/Sie wusste nicht, ob er/sie bereits gegangen ist.“
```

Bei der Negation des Verbs „sein“ in der dritten Person kommt es zu einer Verschmelzung von Haupt- und Hilfsverb. Dabei entstehen folgende Formen:
ell´a = „ist nicht“, Zusammensetzung aus ejj (3. Pers. Sg. Verneinungsverb) und lea (Konnegativ, Präsens, Hauptverb: „sein“)
jievla = „sind nicht“, Zusammensetzung aus jiev (3. Pers. Pl. Verneinungsverb) und lea (Konnegativ, Präsens, Hauptverb: „sein“)
ell´ij = „war nicht“, Zusammensetzung aus ejj (3. Pers. Sg. Verneinungsverb) und liijja (Konnegativ, Vergangenheit, Hauptverb: „sein“)
Ausschließlich in der 3. Person Plural der Vergangenheitsform findet keine Verschmelzung des Verneinungsverbs und des Hauptverbs „sein“ statt:
jiev liijja = „waren nicht“, Zusammensetzung aus jiev (3. Pers. Pl. Verneinungsverb) und liijja (Konnegativ, Vergangenheit, Hauptverb: „sein“)
Negierte Indefinitpronomen werden im Kildinsamischen mithilfe des Negationspräfixes ni- konstruiert. Es ist das einzige Präfix der kildinsamischen Sprache und wurde aus dem Russischen entlehnt. Das Präfix ni- wird mit allen Interrogativpronomen verwendet. Die negierten Indefinitpronomen können in verschiedene Kasus abgeleitet werden. Beispiele dafür sind:
ni-k'ē Neg-Wer? Nominativ, Singular „Niemand“
ni-k'ējn Neg-Wer? Komitativ, Singular „Mit niemandem“
ni-k'ēnn Neg-Wer? Genitiv, Singular „Niemandes“
ni-mī Neg-Was? Nominativ, Singular „Nichts“
ni-mēnn Neg-Was? Akkusativ, Singular „Nichts“
```
ni-mēnn munn emm ujn.
Was.nicht ich ich.nicht sehe.
„Ich sehe nichts.“ (Wörtlich in etwa: „Ich nicht sehe nichts“).
```

### Komplementierung
Das Kildinsamische bildet Satzgefüge nach dem Muster Matrixsatz – Subjunktion – untergeordneter Satz. Der untergeordnete Satz kann u. a. eingeleitet werden von šte (dass), koal'e bzw. jesl'e (ob/wenn) und von Interrogativpronomen oder -adverbien. Er kann vom Matrixsatz inhaltlich abhängig sein (als Subjekt- oder Objektsatz) oder als Adverbialsatz einen Umstand beschreiben.
Subjektsatz:
```
kaj mīll'te kūsstaj [šte ell'a šīg kūll'].

Gesicht mit wird.sichtbar [dass ist.nicht gut Fisch]
„Es war zu sehen, dass der Fisch nicht gut war.“
```

Objektsatz:
```
munn jurta [šte tedd lī čofta važne [mun kīl' ōhpnuvve] ].

ich denke [dass das ist sehr wichtig [meine Sprache lernen] ]
„Ich denke, dass es sehr wichtig ist, meine Sprache zu lernen.“
```

Adverbialsatz:
```
[…] milknes't [šte ejj miejte sīnet].

langsam [dass/damit er.nicht zermatscht sie]
(„Er legt die Birnen) langsam (ab), damit er sie nicht zermatscht.“
```

```
[koal'e tɨjj ann'tbedt'e mɨnn'e ājk] munn jurr'tla tenn bajas.

[wenn du gibst mir Zeit] ich denke.nach das über
„Wenn du mir etwas Zeit gibst, denke ich darüber nach.“
```

Anders als etwa die Äquivalente skoltsamisch što und nordsamisch ahte kann kildinsamisch šte nicht vor anderswie eingeleiteten Sätzen stehen. Auch direkte Rede wird oft ohne šte angereiht.
Anstelle von inhaltlich abhängigen Sätze mit koal'e (ob) können uneingeleitete Entscheidungsfragen stehen:
```
mun emm t'ēd' [koal'e Evvan lī puadtma].
ich ich.nicht weiß [ob Ivan ist gekommen].
„Ich weiß nicht, ob Ivan gekommen ist.“
```

```
mun emm t'ēd' [lī Evvan puadtma].
ich ich.nicht weiß [ist Ivan gekommen].
„Ich weiß nicht, ob Ivan gekommen ist.“
```

Šte kann nach deiktischen Ausdrücken stehen und dem untergeordneten Satz z. B. eine kausale Bedeutung verleihen:
```
[…] tenn guejke šte mīnen' kīll lī mōǯes', mōǯes’ kīll.
[
9
]
 das wegen dass bei.uns Sprache ist schön schön Sprache
„… weil (aufgrund dessen, dass) wir eine schöne Sprache haben.“
```

```
vɨjt'e nɨdt’ šte …
es.ergab.sich so dass …
„Es ging so aus, dass …“
```

Wie oben im Beispiel für Objektsatz mit šte zu sehen, kann auch ein Infinitivgefüge einen Sachverhalt als untergeordnet darstellen.

## Pragmatik
Die Pragmatik befasst sich mit dem Inhalt von Äußerungen. Dabei wird konkret auf den sprachlichen Ausdruck geachtet, welcher von einem Sprecher artikuliert und von einem Hörer wahrgenommen wird. Hierbei kann zwischen kontextabhängigen Ausdrücken, welche Bezug auf den Kontext einer bestimmten Situation nehmen, und der nicht-wörtlichen Bedeutung, den vom Sprecher tatsächlich intendierten Inhalt, unterschieden werden.
Die Pragmatik im Kildinsamischen ist allerdings bis heute ein noch unerforschtes Gebiet. Es gab bisher noch keine konkrete Feldforschung, welche sich allein mit der Frage beschäftigt, wie genau kildinsamische Sprecher ihre Sprache einsetzen. Dennoch kann man anhand des vorhandenen Datenmaterials Vermutungen anstellen.

### Deixis
Deixis beschreibt die Bezugnahme auf Personen, Lokalitäten, Tempus, Diskurs und die soziale Rolle in einer konkreten Äußerung mithilfe von deiktischen Ausdrücken.
Beispiele für deiktische Ausdrücke sind unter anderem Personalpronomen, Adverbien, Orts- oder Zeitangaben.

#### Personaldeixis
Um in einer Äußerung Bezug auf eine Person zu nehmen, greift der Sprecher unter anderem auf Personalpronomen und Possessivpronomen zurück. Hierbei weist das Kildinsamische keine Unterschiede zu der deutschen Sprache auf. Lediglich der fehlende Genusunterschied ist eine Besonderheit im Kildinsamischen. Die Sprecher wenden hierbei ein geschlechtsneutrales Pronomen an.
| Deutsch | Kildinsamisch |
| ------- | ------------- |
| ich     | munn          |
| du      | toonn         |
| er/sie  | soonn         |

Kildinsamisch: „Munn leä Anna.“
Deutsch: „Ich bin Anna.“
| Deutsch  | Kildinsamisch |
| -------- | ------------- |
| mein     | mun           |
| dein     | toon          |
| sein/ihr | soon          |

Kildinsamisch: „Mun nõmm lii Anna.“
Deutsch: „Mein Name ist Anna.“

#### Ortsdeixis
Bezug zu einer Lokalität in einer Äußerung findet häufig durch Lokaladverbien Anwendung. Das Wort „ta'st“, zu Deutsch „hier“, ist ein Beispiel für einen lokaldeiktischen Ausdruck im Kildinsamischen.
Ein Unterschied zum Deutschen ist, dass das Kildinsamische den Lokativ anwendet. Durch dessen Verwendung wird auf Ortsangaben hingewiesen.
Kildinsamisch: „Munn jaala Bielefelds’t.“
Deutsch: „Ich wohne in Bielefeld.“
Durch die finale Endung wird die Ortsangabe angezeigt.

#### Temporale Deixis
Um Bezug auf die Zeit in einer Äußerung zu nehmen, gibt es mehrere Optionen. Durch die verschiedenen Tempora wie Präteritum, Präsens und Futur, aber auch Zeitadverbien wird die Dimension der Zeit beschrieben.
Das oben genannte Beispiel für eine Ortsdeixis „Munn jaala Bielefelds’t“ kann dementsprechend auch Bezug auf die Zeit nehmen. Da das Verb „jaala“, zu Deutsch „leben“, im Präsens steht, kann man davon ausgehen, dass der Sprecher aktuell in Bielefeld wohnt.

#### Diskursdeixis
Diskursdeiktische Ausdrücke beziehen sich auf bereits getätigte Äußerungen. Beispiele im Deutschen wären dafür Demonstrativpronomina wie „dieses“ oder das Adverb „also“. An dem folgenden Beispiel lässt sich erläutern, wie diskursdeiktische Ausdrücke eingesetzt werden.
Kildinsamisch: „Kiirhk-es’t lii čall’m ruupps-e.“
Deutsch: „Das Schneehuhn hat ein rotes Auge.“
Kildinsamisch: „Tes’t čalʹm jevla ruups-e ujn-ak.“
Deutsch: „Hier sind die Augen nicht rot, siehst du.“
„Tes-t“, zu Deutsch „hier“, referiert in diesem Beispiel auf das im ersten Satz erwähnte Schneehuhn. Es ist sowohl ein Ortskasus, als auch ein diskursdeiktischer Ausdruck, der einen Bezug zu einer vorherigen Äußerung schafft.

#### Sozialdeixis
Sozialdeiktische Ausdrücke weisen auf den sozialen Status einer Person oder auf die Beziehung zwischen den Gesprächsteilnehmern hin. Im Deutschen wird für eine geschäftliche oder distanzierte Beziehung die Höflichkeitsform verwendet. Diese Höflichkeitsform gibt es im Kildinsamischen in Anlehnung an das russische Höflichkeitsmodell, wird aber selten angewandt. Unter den Kildinsamen wird kaum die höfliche Form verwendet, Erfahrungsberichte von Feldforschern sagen allerdings aus, dass sie die Höflichkeitsform sehr wohl erfahren haben. Sie stellten anschließend die Vermutung auf, dass die Form gegenüber fremden, neuen Respektspersonen durchaus angewendet wird.